# Droga wojewódzka nr 691
Droga wojewódzka nr 691 (DW691) – droga wojewódzka prowadząca z Pionek do Opactwa. W całości biegnie na terenie województwa mazowieckiego.

## Miejscowości leżące przy trasie DW691
- Pionki (DW787)
- Laski
- Garbatka-Letnisko (DK79)
- Podlas
- Bąkowiec (DW782, DW738)
- Opactwo (DK48)